# Districte de Manica
El districte de Manica és un districte de Moçambic, situat a la província de Manica. Té una superfície de 4.391 kilòmetres quadrats. En 2007 comptava amb una població de 219.346 habitants. Limita al nord amb el districte de Báruè, a l'oest amb Zimbabwe, al sud amb el districte de Sussundenga i a l'est amb el districte de Gondola.

## Divisió administrativa
El districte està dividit en quatre postos administrativos (Machipanda, Messica, Mavonde e Vanduzi), compostos per les següents localitats:
- Posto Administrativo de Machipanda:
  - Machipanda
  - Maridza
  - Muzongo
- Posto Administrativo de Messica:
  - Bandula
  - Chinhambuzi
  - Vila de Messica
  - Nhaucaca
- Posto Administrativo de Mavonde:
  - Chitunga
  - Mavonde
- Posto Administrativo de Vanduzi:
  - Chigodore
  - Pungué Sul
  - Vanduzi